# Guodian-bamboeteksten
De Guodian-bamboeteksten (Chinees: 郭店楚簡, pinyin: Guōdiàn Chǔjiǎn) zijn Chinese bamboeteksten uit de Guodian-tombes in Jingmen in de Chinese provincie Hubei. De graftombe was die van de erfgenaam van de troon van het Chu-rijk. Deze grafkamer werd rond 300 v.Chr. gesloten, juist voordat de Qin zich meester zouden maken van Noord-China.
De centrale themata zijn de vijf acties, vijf handelingen, of vijf aspecten van menselijke gedragingen.
In het boek Daoist Philosophy as Viewed from the Guodian Manuscripts wordt gesteld dat het corpus van de Guodian-bamboeteksten bestaat uit de drie korte teksten Laozi A, B en C. Het zijn excerpten en als zodanig door een bewonderaar verzamelde aforismen en andere gezegden van Laozi in de Daodejing.
De teksten op de Guodian-stroken worden herkend in werken als die van Xunzi (荀子 3e eeuw v.Chr.), Mencius (Mèng Kē - 孟軻); of Mengzi -孟子; 372-289 v.Chr.) en Confucius.